# پژوهش‌های کاربردی‌سازی
پژوهش‌های کاربردی سازی از سوی سازمان ملی بهداشت NIH این‌گونه تعریف شده‌است: پژوهش‌گران کاربردی سازی دربرگیرنده دو زمینه برای کاربردی سازی است. یک زمینه دربارهٔ فرایند بکارگیری یافته‌های نو آزمایشگاهی و پیش بالینی برای آزمایش نمودن در انسان است و زمینه دیگر، پژوهشهایی هستند که با انگیزه بهره‌گیری هر چه بیشتر از بهترین روش‌های ممکن پژوهش در جامعه علمی انجام می‌گیرند.

اعضای کمیته ارزشیابی برای انجمن آموزش پژوهش‌گران بالینی ACRT تعریف کاربردی زیر را پیشنهاد داده‌اند: پژوهش‌های کاربردی سازی، یکپارچه شدن چندجانبه پژوهشهای پایه، پژوهشهای بیمار–محور، و پژوهشهای جمعیت–محور را با هدف بلند مدت بهبود بخشیدن سلامت جامعه امکان‌پذیر می‌کنند. در گام نخست پژوهش کاربردی سازی (T1)، چگونگی پیوند میان پژوهش پایه و پژوهش بیمار–محور که به یافته‌های نو یا استانداردهای بهتر بینجامد بررسی می‌شود. گام دوم (T2)، پیوند میان پژوهش بیمار–محور و پژوهش جمعیت–محور را که به بهبود هر چه بیشتر بیماران، پیاده‌سازی بهترین روش‌های ممکن و بهتر شدن تندرستی همگانی بینجامد امکان‌پذیر می‌نماید. گام سوم پژوهش (T3) برهم کنشهای میان پژوهش آزمایشگاه–محور و پژوهش جمعیت–محور را افزایش می‌دهد تا یک دریافت تازه علمی از سلامتی و بیماری انسان به دست دهد.